# Кочеті-Лейк (Нью-Мексико)
Кочеті-Лейк (англ. Cochiti Lake) — переписна місцевість (CDP) в США, в окрузі Сандовал штату Нью-Мексико. Населення — 438 осіб (2020).

## Географія
Кочеті-Лейк розташоване за координатами 35°38′52″ пн. ш. 106°20′33″ зх. д. / 35.64778° пн. ш. 106.34250° зх. д. (35.647835, -106.342537).  За даними Бюро перепису населення США в 2010 році переписна місцевість мала площу 3,22 км², уся площа — суходіл.

## Демографія
Згідно з переписом 2010 року, у переписній місцевості мешкало 569 осіб у 281 домогосподарстві у складі 157 родин. Густота населення становила 177 осіб/км².  Було 318 помешкань (99/км²).
Расовий склад населення:
| - 62,4 % — білих - 23,0 % — корінних американців - 1,1 % — азіатів - 0,9 % — чорних або афроамериканців - 8,4 % — осіб інших рас |

До двох чи більше рас належало 4,2 %. Частка іспаномовних становила 14,8 % від усіх жителів.
За віковим діапазоном населення розподілялося таким чином: 14,1 % — особи молодші 18 років, 59,4 % — особи у віці 18—64 років, 26,5 % — особи у віці 65 років та старші. Медіана віку мешканця становила 54,1 року. На 100 осіб жіночої статі у переписній місцевості припадало 94,2 чоловіків;  на 100 жінок у віці від 18 років та старших — 86,6 чоловіків також старших 18 років.
Середній дохід на одне домашнє господарство  становив 61 966 доларів США (медіана — 53 967), а середній дохід на одну сім'ю — 71 917 доларів (медіана — 64 792). Медіана доходів становила 50 125 доларів для чоловіків та 39 286 доларів для жінок. За межею бідності перебувало 9,2 % осіб, у тому числі 13,9 % дітей у віці до 18 років та 4,3 % осіб у віці 65 років та старших.
Цивільне працевлаштоване населення становило 259 осіб. Основні галузі зайнятості: освіта, охорона здоров'я та соціальна допомога — 34,7 %, публічна адміністрація — 12,7 %, мистецтво, розваги та відпочинок — 10,0 %, роздрібна торгівля — 8,5 %.